# Timon Modersohn
Timon Modersohn (* 1978 in Bremen) ist ein deutscher Regisseur und Drehbuchautor.

## Leben
Timon Modersohn ist der Sohn einer Malerin und eines Arztes. Er hat einen jüngeren Bruder, den Schauspieler Leander Modersohn. Modersohns Großvater ist der Maler Christian Modersohn.
2002 lernte Modersohn bei den Dreharbeiten zu dem Film Was nützt die Liebe in Gedanken (2004) die Schauspielerin Anna Maria Mühe kennen. Modersohn und Mühe waren zunächst viele Jahre nur befreundet, bevor sie eine Beziehung miteinander eingingen. Auf der Berlinale 2012 zeigten sie sich erstmals öffentlich als Paar. Sie haben seit November 2012 eine gemeinsame Tochter und trennten sich Anfang 2016.

## Filmografie
- 2004: Was nützt die Liebe in Gedanken
- 2006: Wigald (Kurzfilm)
- 2012: Oh Boy
- 2012: Kaiser und König (Kurzfilm)
- 2018: Spielmacher
- 2024: The Wagner Brothers: Zwei Brüder, ein Traum (Miniserie)